# Entrelobos
Entrelobos es una película española dramática y de aventuras de 2010 escrita y dirigida por Gerardo Olivares. Está basada en la historia real de Marcos Rodríguez Pantoja, un niño que durante la época de la posguerra vivió en plena naturaleza y rodeado de lobos.
Junto con las dos películas siguientes de Olivares, Hermanos del viento (2015) y El faro de las orcas (2016), Entrelobos forma una trilogía en la que el hilo conductor es la relación hombre-animal.

## Producción
Hubo dificultades para llevar a cabo el rodaje debido al temporal que azotó al parque natural de Cardeña-Montoro, donde se realizaron la mayoría de los exteriores. El rodaje comenzó en la primavera de 2009, y duró hasta mayo de 2010.
Durante los meses de abril y junio de 2009, se realizaron los procesos selectivos para elegir a los personajes de Marcos y su hermano cuando son pequeños. Tras presentarse 206 niños, los elegidos han sido para el primero Manuel Camacho de 8 años y natural de Villanueva de Córdoba y para su hermano, un niño de 12 años natural de Añora.
El mismo Marcos Rodríguez Pantoja aparece al final de la película.

## Reparto
| Intérprete               | Personaje      |
| ------------------------ | -------------- |
| Juan José Ballesta       | Marcos 20 años |
| Sancho Gracia            | Atanasio       |
| Manuel Camacho           | Marcos 7 años  |
| Carlos Bardem            | Ceferino       |
| Alex Brendemühl          | Balilla        |
| Eduardo Gómez            | Caragorda      |
| Agustín Rodríguez López  | Juan José      |
| Luisa Martín             | Isabel         |
| Vicente Romero           | Hocicotocino   |
| Dafne Fernández          | Pizquilla      |
| José Chaves              | Doroteo        |
| Francisco Conde          | Manuel         |
| José Manuel Soto         | Don Honesto    |
| Félix Sancho             | Pichote        |
| Antonio Dechent          | Sargento       |
| Marcos Rodríguez Pantoja | Marcos adulto  |

## Aclaración
- Este artículo es una obra derivada de «Gerardo Olivares estrenará su tercer largometraje, 'Entre lobos', el 26 de noviembre (EUROPA PRESS. 09.10.2010) » por periodistas de 20minutos.es, disponible bajo la licencia Creative Commons Atribución-CompartirIgual 3.0 Unported.

- Datos: Q5834459